# Tang Xuehua
Tang Xuehua (chinesisch 唐學華 / 唐学华, Pinyin Táng Xuéhuá, * 9. September 1955 in Jiangsu) ist ein chinesischer Badmintontrainer.

## Karriere
Tang Xuehua war von 1971 bis 1977 als Badmintonspieler aktiv, bevor er ins Trainermetier wechselte. 1984 war er Coach in der Provinz Jiangsu, fünf Jahre später wurde er Trainer des chinesischen Nationalteams. Seit 1998 ist er für das Frauenteam zuständig und war mit diesem auch bei Olympia 2008 am Start. Seine Schützlinge waren unter anderem Zhao Jianhua und Yang Yang, die Weltmeister wurden sowie Ge Fei und Gu Jun, die bei Olympia gewannen.